# Penares candidata
Penares candidata är en svampdjursart som först beskrevs av Schmidt 1868.  Penares candidata ingår i släktet Penares och familjen Ancorinidae. Inga underarter finns listade i Catalogue of Life.